# Oritrophiinae
 Oritrophiinae  Nesom, 2020 è una sottotribù di piante angiosperme dicotiledoni della famiglia delle Asteraceae (sottofamiglia Asteroideae e tribù Astereae/clade Aster lineage).

## Etimologia
Il nome della sottotribù deriva dal suo genere tipo Oritrophium (Kunth) Cuatr.  la cui etimologia deriva dalle parole greche "oros" (ὄρος), che significa "monte", e "trophē" (τροφή), che significa "nutrimento".
Il nome scientifico della sottotribù è stato definito dal botanico Guy L. Nesom (1945-) nella pubblicazione " Phytoneuron. Digital Publications in Plant Biology" ( Phytoneuron 2020-53: 18 ) del 2020.

## Descrizione

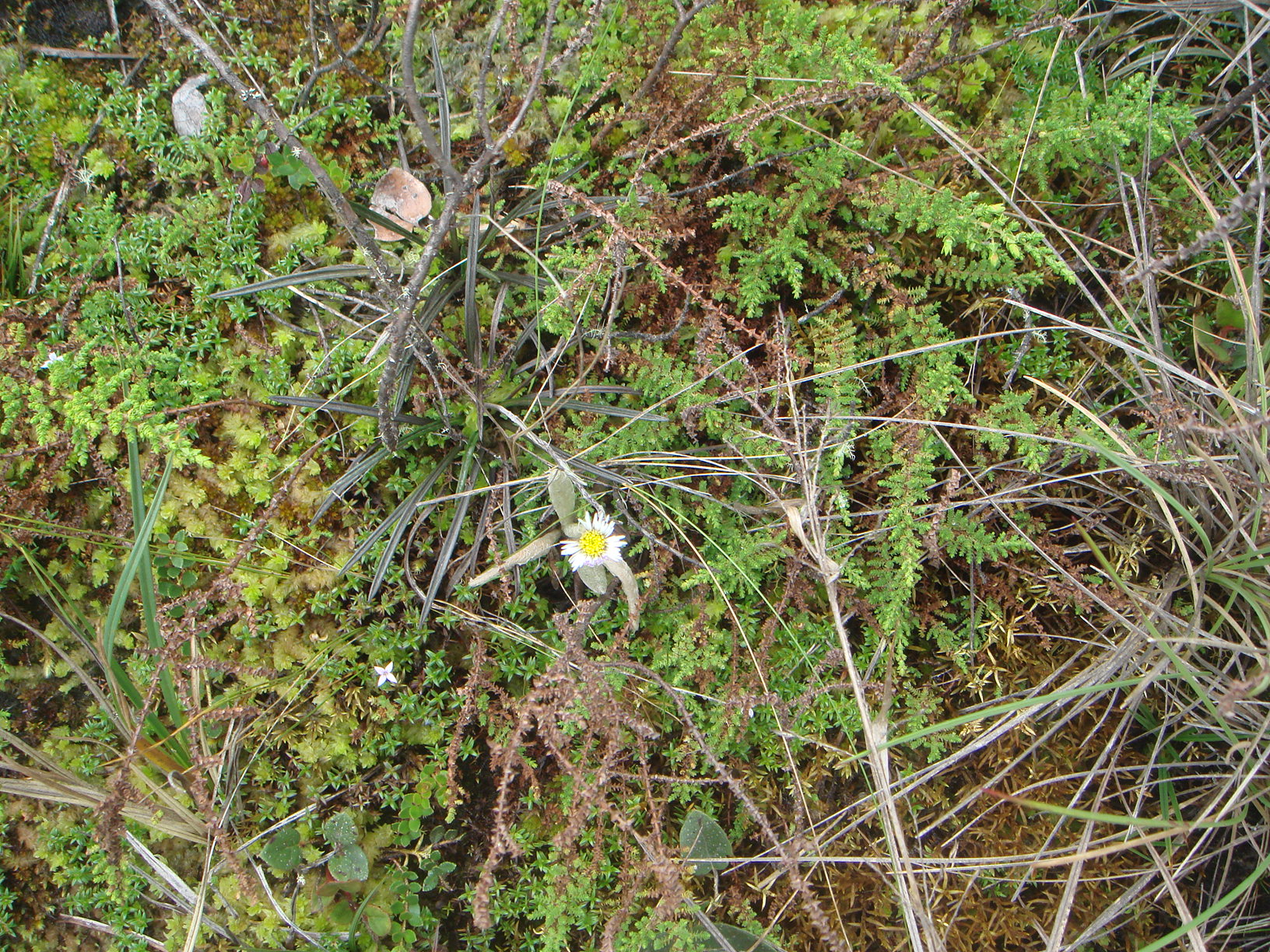
Il portamento
Oritrophium peruvianum

Portamento. Le specie di questo gruppo hanno un habitus di tipo stretto-erbaceo.
Fusto. La parte aerea in genere è eretta e normalmente ramificata.
Foglie. Le foglie, in rosette basali, sono disposte in modo alternato e sono più o meno sessili. Le nervature sono parallele e alle ascelle delle foglie sono presenti dei ciuffi di peli.
Infiorescenza. Le sinflorescenze sono sia scapose (capolini solitari) che composte da diversi capolini. Le infiorescenze vere e proprie sono composte da un capolino terminale peduncolato di tipo discoide con fiori spesso omogami. I capolini sono formati da un involucro, con forme da cilindriche a campanulate, composto da diverse brattee, al cui interno un ricettacolo fa da base ai fiori di due tipi: fiori del raggio e fiori del disco. Le brattee, piatte e a consistenza erbacea, sono disposte in modo più o meno embricato su più serie. Il ricettacolo è provvisto di pagliette a protezione della base dei fiori; la forma è piatta o da convessa a conica.
Fiori.  I fiori sono tetra-ciclici (formati cioè da 4 verticilli: calice – corolla – androceo – gineceo) e pentameri (calice e corolla formati da 5 elementi). Si distinguono in:
- fiori del raggio (esterni): se presenti sono femminili con forme ligulate (struttura zigomorfa);
- fiori del disco (centrali): sono più numerosi con forme tubulose (attinomorfe); spesso hanno le ovaie sterili.

- Formula fiorale:

*/x K {\displaystyle \infty }, [C (5), A (5)], G 2 (infero), achenio
- Calice: i sepali del calice sono ridotti ad una coroncina di squame.

- Corolla: la forma della corolla alla base è più o meno tubulosa-imbutiforme, mentre all'apice è ligulata (i fiori del raggio) o lobata (i fiori del disco); i lobi, patenti o eretti, hanno una forma deltata o più o meno lanceolata. I colori della corolla sono giallo (i fiori del disco) e violaceo, bianco o blu (i fiori del raggio).

- Androceo: l'androceo è formato da 5 stami sorretti da filamenti generalmente liberi; gli stami sono connati e formano un manicotto circondante lo stilo; le teche (produttrici del polline) alla base sono smussate; il tessuto endoteciale (rivestimento interno dell'antera) è quasi sempre polarizzato (con due superfici distinte: una verso l'esterno e una verso l'interno). Il polline è sferico con un diametro medio di circa 25 micron;  è tricolporato (con tre aperture sia di tipo a fessura che tipo isodiametrica o poro) ed è echinato (con punte sporgenti).[9][11]

- Gineceo: l'ovario è infero uniloculare formato da 2 carpelli.[5] Lo stilo (il recettore del polline) è profondamente bifido (con due stigmi divergenti) e con le linee stigmatiche marginali separate.[12] I due bracci dello stilo hanno una forma da lanceolata a deltoide e possono essere papillosi o ricoperti da ciuffi di peli.

Frutti. I frutti sono degli acheni con pappo; in alcune specie è presente un certo dimorfismo (gli acheni dei fiori del raggio differiscono dagli acheni dei fiori del disco);
- achenio: gli acheni, con forme compresse, hanno diverse nervature laterali; la superficie normalmente è cosparsa da setole, qualche volta ghiandolose; la parete dell'achenio è formata da celle contenenti rafidi ma prive di fitomelanina; il carpoforo normalmente è anulare; le setole con punte a forma di ancora non sono presenti;
- pappo: il pappo è formato da alcune serie di setole persistenti.

## Biologia
Impollinazione: l'impollinazione avviene tramite insetti (impollinazione entomogama tramite farfalle diurne e notturne).

Riproduzione: la fecondazione avviene fondamentalmente tramite l'impollinazione dei fiori (vedi sopra).

Dispersione: i semi (gli acheni) cadendo a terra sono successivamente dispersi soprattutto da insetti tipo formiche (disseminazione mirmecoria). In questo tipo di piante avviene anche un altro tipo di dispersione: zoocoria. Infatti gli uncini delle brattee dell'involucro (se presenti) si agganciano ai peli degli animali di passaggio disperdendo così anche su lunghe distanze i semi della pianta. Inoltre per merito del pappo il vento può trasportare i semi anche a distanza di alcuni chilometri (disseminazione anemocora).

## Distribuzione e habitat
Le specie di questa sottotribù sono distribuite in America.

## Sistematica
La famiglia di appartenenza di questa voce (Asteraceae o Compositae, nomen conservandum) probabilmente originaria del Sud America, è la più numerosa del mondo vegetale, comprende oltre 23.000 specie distribuite su 1.535 generi, oppure 22.750 specie e 1.530 generi secondo altre fonti (una delle checklist più aggiornata elenca fino a 1.679 generi). La famiglia attualmente (2021) è divisa in 16 sottofamiglie; la sottofamiglia Asteroideae è una di queste e rappresenta l'evoluzione più recente di tutta la famiglia.

### Filogenesi
Il gruppo di questa voce è descritto nella tribù Astereae, una delle 21 tribù della sottofamiglia Asteroideae). Da un punto di vista filogenetico, la tribù Astereae fa parte del supergruppo (o sottofamiglia) "Asteroideae grade"; l'altro è il supergruppo "Non-Asteroideae" contenente il resto delle sottofamiglie delle Asteraceae. All'interno del supergruppo è vicina alle tribù Senecioneae, Calenduleae, Gnaphalieae e Anthemideae.
I caratteri più notevoli della tribù Astereae sono: la base delle antere sono prive di code e non sono calcarate (speronate); le linee stigmatiche dei bracci dello stilo sono totalmente separate; i due bracci dello stilo hanno una forma breve o allungata da lanceolata a deltoide e possono essere papillosi o ricoperti da ciuffi di peli (all'esterno, mentre all'interno sono glabri). La distribuzione della maggior parte delle specie di questo gruppo è nelle regioni temperate nord e sud.
In base alle ultime ricerche nella tribù Astereae sono stati individuati (provvisoriamente) 5 principali lignaggi:
- Basal grade: include alcuni generi isolati, il gruppo "South American-Oceania",  alcune sottotribù africane e il gruppo dei generi legnosi del Madagascar.
- Bellis lineage: comprende le sottotribù eurasiatiche e una sottotribù africana.
- Aster lineage: include i generi asiatici di Asterinae e i principali gruppi dell'Australia e dell'Oceania.
- Baccharis lineage: include alcuni gruppi sudamericani.
- North American lineage: include la vasta gamma di sottotribù del Nordamerica, Messico e alcuni gruppi distribuiti nel Sudamerica.

La sottotribù di questa voce è inclusa nel lignaggio "Basal grade". In particolare fa parte del sottogruppo relativo agli areali del Sudamerica insieme alla sottotribù Chiliotrichinae. Le specie di questo gruppo sono caratterizzate da un livello di ploidia 2x o 4x.
I caratteri distintivi delle specie di questa sottotribù sono:
- il portamento è erbaceo;
- le nervature delle foglie sono parallele;
- i fiori del disco hanno le ovaie sterili;
- il pappo è persistente.

### Composizione della sottotribù
La sottotribù Oritrophiinae comprende 2 generi e 25 specie.
| Genere                             | N. specie                                                 | Distribuzione                       | Caratteri più significativi | Numeri cromosomici |
| ---------------------------------- | --------------------------------------------------------- | ----------------------------------- | --- | ------------------ |
| Novenia S.E.Freire, 1986           | Una specie: Novenia tunariensis (Kuntze) S.E.Freire, 1986 | Sudamerica centro-occidentale       | Il portamento è simile a piccole "bromelie". - Le foglie sono in rosette basali e sono spesse. - I pistilli delle corolle all'apice non sono espansi.            | 2n = 18            |
| Oritrophium (Kunth) Cuatrec., 1961 | 24                                                        | Messico e Sudamerica settentrionale | Gli steli sono semplici ed eretti. - Le foglie sono raccolte in rosette basali. - Gli acheni sono ghiandolosi. - Il pappo è composto da setole scabre e barbate. | 2n = 18            |